# 米豬連

米豬連的貼紙

米豬連是一個在香港於反對逃犯條例修訂草案運動期間成立的飲食指南，以助消費者識別支持反修例運動的黃店，其名稱戲仿米芝蓮指南。其標誌是一隻戴黃色頭盔的連豬。

## 光簡介
米豬連是響應網民提倡建立黃色經濟圈而創立的認證網站，收錄香港的黃店、藍店及綠店。食肆會把一張米豬連的貼紙貼在店舖的門口，以便食客辨識出是否黃店。貼紙上一般會有一隻連豬作為標記，並寫上「幫襯 勁買」等鼓勵人們消費的標語。一些餐廳東主認為米豬連標籤有助消費者認清食肆東主的政治立場。獲米豬連認證的餐廳之中，一些更獲得了米芝蓮指南推介。
米豬連的義工團隊更會協助餐廳登記成為香港立法會飲食界功能組別的選民，其義工團隊於半年間協助愈千間食肆登記。米豬連標誌除了用於食肆外，亦會用於宣傳其他與黃色經濟圈相關的活動，例如年宵。

## 外部連結
- 米豬連官方網站（页面存档备份，存于）